# Svenska bilder (film)
Svenska bilder är en svensk komedifilm från 1964 i regi av Tage Danielsson. I huvudrollerna ses Hans Alfredson, Birgitta Andersson, Lars Ekborg, Monica Zetterlund och Georg Rydeberg. Filmen är AB Svenska Ords första långfilm.
Titeln till filmen är taget från en diktsamling med samma namn av Carl Snoilsky, men innehållet är inte inspirerat av själva diktsamlingen.

## Handling
Tre personer, Timjan, Mejram och Cikoria jagar varandra genom Stockholm.

## Om filmen
Filmen kom till efter att regissören Ingmar Bergman en kväll sett Hasse och Tages revy Gröna hund och rekommenderade duon att de borde få göra film.
Filmen hade premiär den 7 september 1964 på biograferna Kaparen och Victoria i Göteborg och på China i Stockholm.

## Rollista (i urval)
- Hans Alfredson - Timjan, den arbetslöse
- Birgitta Andersson - Cikoria, flickan med pälsmössan
- Lars Ekborg - Björkman, arbetare
- Monica Zetterlund - Mejram, sångerskan
- Georg Rydeberg - J.P Hansson, förförare på Firma Damhjälpen
- Lissi Alandh - Damen som tar av sig pälsen
- Mille Schmidt - Butiksdetektiven
- Gösta Ekman - Arbetsförmedlardirektörsassistent Bengtsson
- Nils Eklund - Hovmästaren
- Siv Ericks - Fröken Larsson på Strandvägen
- Moltas Erikson - Viktor Eriksson, ölgubbe
- Sonya Hedenbratt - Grönsakshandlare
- Ernst-Hugo Järegård - Sven-Erik Karlman
- Margaretha Krook - Fru Kronback
- Sven Lindberg - Kurt Kronback, disponentens son, major i flygvapnet
- Martin Ljung - Utkastaren
- Sif Ruud - Fröken Fridlund
- Åke Fridell - Disponent Kronback
- Monica Nielsen - Syster Märta
- Carl Billquist - Rutger, Märtas fästman
- Rolf Bengtsson - Tant Gredelin, rånare
- Beppe Wolgers - Vilthandlare
- Kar de Mumma - Herre från Öfvre Östermalm
- Tage Danielsson - Kusin Bengt
- Hans Furuhagen - Kusin Knut
- Carl-Uno Sjöblom - Taxichauffören

## Musik i filmen
- L' Internationale (Internationalen), kompositör Pierre Degeyter, fransk text 1871 Eugène Pottier svensk text 1902 Henrik Menander, instrumental.
- Vindarnas kör-Upp genom luften, kompositör Nils Peter Möller, ny text Arbetets söner 1885 Henrik Menander, ny text Fram för Lars Ekborg av Hans Alfredson och Tage Danielsson, sång Lasse Bagge, Kerstin Bagge, Svante Thuresson, Pia Lang, Ulla Hallin och Beppo Gräsman
- Sjungom studentens lyckliga dag, kompositör Prins Gustaf, text Herman Sätherberg
- Gaudeamus igitur, latinsk text 1781 C.W. Kindleben
- Var barmhärtig kasta ner en slant, kompositör Bengt-Arne Wallin, text Hans Alfredson och Tage Danielsson, dirigent Eskil Eckert-Lundin, sång Monica Zetterlund
- On the Quarter Deck, kompositör Kenneth J. Alford
- Balladen om Valdemar Anderberg, kompositör Bengt-Arne Wallin, text Hans Alfredson och Tage Danielsson, sång Monica Zetterlund
- En sång från den lilla staden, kompositör Bengt-Arne Wallin, text Hans Alfredson och Tage Danielsson, sång Monica Zetterlund
- Sommar, sommar, sommar, kompositör Sten Carlberg, text Eric Sandström, instrumental.
- Nordsjön (Gamla Nordsjön, som svallar och brusar), kompositör och text Martin Nilsson, instrumental.
- Kaffetåren den bästa är, text Mauritz Cramær, sång Birgitta Andersson och Lars Ekborg
- Operaparodi (Wallin), kompositör Bengt-Arne Wallin, text Hans Alfredson och Tage Danielsson, sång Busk Margit Jonsson, Sven Erik Vikström, Anders Näslund, Ingvar Wixell, Barbro Ericson samt Erik Sædén som dubbar Moltas Erikson
- Hör, det är tyst, kompositör Bengt-Arne Wallin, text Hans Alfredson och Tage Danielsson, sång Monica Zetterlund
- Helan går, sång Ragnar Arvedson, Hans Alfredson, Birgitta Andersson, Hans Wallbom, Wiveka Riben, Cecilia Enger och Margit Eriksson
- Polonäs, piano, nr 6, op. 53, Ass-dur, kompositör Frédéric Chopin, instrumental.
- Down by the Riverside, sång Ernst-Hugo Järegård
- Vila vid denna källa (Oförmodade avsked, förkunnat vid Ulla Winblads frukost en sommarmorgon i det gröna) , kompositör och text 1790 Carl Michael Bellman
- Min älskling (du är som en ros) efter Robert Burns dikt A Red, Red Rose, kompositör och text Evert Taube, sång Sif Ruud
- Suspensé, kompositör E.A. Wilkinson, instrumental
- Livet i Finnskogarna, musikarrangör Carl Jularbo och Herman Gellin, text Svarta Masken, framförs instrumentalt på orgel.
- Examens-sexa på Eklundshof (Här är gudagott att vara)', kompositör och text Gunnar Wennerberg, sång Tage Danielsson och Hans "Hatte" Furuhagen
- Kossera, kossera, kom, sång Birgitta Andersson
- Bier und Hoppla, trinken wir in Paris, kompositör Bengt-Arne Wallin, text Hans Alfredson och Tage Danielsson, sång Birgitta Andersson och Monica Zetterlund[4]

## DVD
Filmen gavs ut på DVD 2011 och på Blu-ray 2024.